# Curimopsis setosa
Curimopsis setosa is een keversoort uit de familie pilkevers (Byrrhidae). De wetenschappelijke naam van de soort is voor het eerst geldig gepubliceerd in 1838 door Waltl.